# 웨이킹 라이프
《웨이킹 라이프》(영어: Waking Life)는 미국에서 제작된 리처드 링클레이터 감독의 2001년 애니메이션 영화이다. 링클레이터가 본인이 꾼 꿈에서 착안했으며, 예술가들, 음모론 이론가들, 학자들 등의 독백 혹은 대화를 실사 디지털 촬영한 뒤 밥 새비스턴이 개발한 소프트웨어를 도입해 애니메이터 30명이 각자 등장 인물을 한 명씩 맡아 로토스코핑 기법을 입혔다. 와일리 위긴스가 주연으로 출연하였고, 파머 웨스트 등이 제작에 참여하였다. 이선 호크와 쥘리 델피가 《비포 선라이즈》(1995)에서 맡았던 배역으로 같이 한 장면에 등장한다.

## 줄거리
실존 위기를 겪는 무명의 청년인 주인공을 비롯한 다양한 인물들이 형이상학, 자유의지, 사회철학, 삶의 의미, 실존주의, 상황주의 인터내셔널, 포스트휴먼, 앙드레 바쟁의 영화 이론, 자각몽 등을 논한다.
후에 주인공은 자신이 종종 거짓 깨어남이 일어날 뿐인 영구한 꿈 속에 갇혀 있다는 걸 깨닫는다. 주인공은 리처드 링클레이터가 연기하는 한 인물과 마지막 대화를 나누며 이를 털어놓는다. 이 인물은 우리가 살아가는 시간은 우주와의 합일로 이끌고자 하는 신의 초대에 대한 끝없는 거부에 불과하며, 삶이라는 환영에서 자유로워지기 위해서는 신의 초대를 받아들여야한다고 말한다.
주인공이 서서히 하늘로 떠올라 어느 순간 시야에서 완전히 사라지며 영화가 끝난다.

## 출연
- 와일리 위긴스
- 에이먼 힐리
- 티머시 레비치
- 애덤 골드버그
- 니키 캣
- 이선 호크
- 쥘리 델피
- 스티븐 프린스
- 카베이 저헤디
- 리처드 링클레이터
- 앨릭스 존스
- 스티븐 소더버그

## 기타 제작진
- 애니메이션: 밥 새비스턴
- 배역: 리지 커리 마르티네스